# En el Café Central de Madrid
En el Café Central de Madrid es el decimocuarto disco oficial del cantautor español Javier Krahe, puesto a la venta en noviembre de 2014 por la compañía discográfica 18 Chulos Records. Incluye un CD y un DVD con un concierto grabado en el Café Central de Madrid en junio de 2013. Se vendió en la Fnac y en la web de 18 Chulos Records. Junto con él se regaló el CD 18 boleros chulos.

## Lista de canciones
1. Paréntesis - 4.13
2. Mi Polinesia - 3:51
3. Ay, Democracia - 3:45
4. Agua de la fuente - 3:35
5. Mariví - 2:46
6. En la costa suiza - 4:06
7. Vecindario - 4:10
8. El dos de mayo - 3:55
9. Como Ulises - 6:44
10. Abajo el alzheimer - 4:06
11. Diente de ajo - 3:42
12. Puzle - 3:46
13. Antípodas - 4:35
14. Fuera de la grey - 5:02
15. Eros y civilización - 4:55
16. La Yeti (primera parte) - 5:20
17. Con pasos cerriles - 3:40
18. Un burdo rumor - 3:50

### Músicos
- Voz: Javier Krahe
- Guitarra: Javier López de Guereña
- Viento: Andreas Prittwitz
- Contrabajo: Fernando Anguita

- Datos: Q21007226